# Marian Zyndram-Kościałkowski
Marian Zyndram-Kościałkowski var en polsk politiker, född den 16 mars 1892, död den 12 april 1946. Han var bland annat premiärminister i Polen 1935 - 1936.